# Sabrina (imię)
Sabrina – angielskie imię żeńskie. Pochodzi od nazwy walijskiej rzeki – Severn (oryg. Habren). Błędną teorią jest, że Sabrina to forma pochodna imienia Sabina. Patronką tego imienia w Kościele katolickim jest św. Sabrina, męczennica z Galii.
Sabrina imieniny obchodzi 29 stycznia.
Znane osoby noszące to imię:
- św. Sabrina
- Sabrina Salerno
- Sabrina Carpenter
- Sabrina Ionescu